# 康徳駅
康徳駅（朝鮮語: 강덕역）は、朝鮮民主主義人民共和国咸鏡北道清津市松坪区域にある駅で、康徳線と芹洞支線と松坪線に属する。 

## 歴史
- 1922年8月1日：開業[1]。

## 隣の駅
康徳線
南康徳駅 - 康徳駅 - 芹洞駅
芹洞支線
康徳駅 - 清津操車場
松坪線
松坪駅 - 康徳駅